# Funkcja liniowa

Wykres przykładowej funkcji liniowej w kartezjańskim układzie współrzędnych

Funkcja liniowa – dowolna funkcja matematyczna opisana równaniem liniowym, czyli postaci:
{\displaystyle x\mapsto ax+b,}
gdzie argumentami {\displaystyle x} są liczby rzeczywiste lub inne obiekty, które można dodawać i mnożyć, np. liczby zespolone. Parametry {\displaystyle a,b} są dowolnymi stałymi znanymi jako współczynnik kierunkowy i wyraz wolny. O dwóch zmiennych, z których każda jest funkcją liniową drugiej, mówi się, że są liniowo zależne lub w zależności liniowej. Jest to uogólnienie:
- funkcji stałych, dla których {\displaystyle a=0;}
- proporcjonalności prostych, dla których {\displaystyle b=0}[1].

Jeśli argumentami takiej funkcji są liczby rzeczywiste, to dziedziną może być cała oś rzeczywista, a wykresem w kartezjańskim układzie współrzędnych jest linia prosta.
Funkcje liniowe mają zastosowania związane z ich regularną strukturą i znanymi własnościami – w szczególności geometrycznymi:
- korzysta się z nich podczas linearyzacji bardziej skomplikowanych zagadnień, np. przybliżania liniowego;
- w statystyce korzysta się z metody estymacji (szacowaniu) zależności między dwoma zbiorami danych nazywaną regresją liniową (popularną jej metodą jest metoda najmniejszych kwadratów), w której poszukuje się właśnie zależności będącej funkcją liniową przy jak najmniejszym błędzie standardowym.

Funkcje liniowe mają różne uogólnienia jak funkcje:
- przedziałami liniowe, zdefiniowane różnymi wzorami liniowymi na różnych przedziałach;
- wielomianowe, zawierające też wyższe potęgi zmiennej;
- homograficzne będące ilorazami funkcji liniowych.

W algebrze liniowej „liniowość” definiuje nie w oparciu o własności geometryczne, lecz o własności algebraiczne zachowujące strukturę tzw. przestrzeni liniowych. Funkcje mające tę własność nazywa się przekształceniami liniowymi lub odwzorowaniami liniowymi, a określenie „funkcja liniowa” rezerwuje się dla funkcji opisywanych w tym artykule. Funkcja liniowa jest przekształceniem liniowym, jeśli jest funkcją jednorodną, tj. gdy {\displaystyle b=0;} mają one wówczas postać proporcjonalności prostej {\displaystyle x\mapsto ax.}

## Definicje
Niech {\displaystyle f\colon \mathbb {R} \to \mathbb {R} } będzie funkcją o zmiennej rzeczywistej i rzeczywistych wartościach, czyli o rzeczywistej dziedzinie i przeciwdziedzinie. Funkcję {\displaystyle f} nazywa się liniową, jeżeli jest dana wzorem:
{\displaystyle f(x)=ax+b,}
gdzie {\displaystyle a} i {\displaystyle b} to ustalone stałe rzeczywiste. Jeśli dodatkowo funkcja nie jest stała – czyli {\displaystyle a\neq 0} – to nazywa się ją funkcją pierwszego stopnia; por. stopień wielomianu.
Niektóre źródła definiują funkcje liniowe wąsko – utożsamiają je z funkcjami pierwszego stopnia, czyli wymagają dodatkowo, aby {\displaystyle f} była niezdegenerowana: {\displaystyle a\neq 0.} Większość źródeł nie stawia jednak takich wymagań.

## Własności
Jeśli {\displaystyle a\neq 0,} to {\displaystyle f} jest nieograniczona, nieokresowa i monotoniczna: rosnąca dla {\displaystyle a>0} i malejąca dla {\displaystyle a<0,} ponadto jest różnowartościowa i „na”, a co za tym idzie wzajemnie jednoznaczna. Jest więc odwracalna (jej funkcja odwrotna również jest liniowa). Jeśli {\displaystyle b=0,} to {\displaystyle f} jest nieparzysta.
Jeśli {\displaystyle a=0,} to {\displaystyle f} jest funkcją stałą i jako taka jest ograniczona, parzysta, nie jest również różnowartościowa ani „na”, czyli wzajemnie jednoznaczna. Nie jest więc odwracalna. Jeśli dodatkowo {\displaystyle b=0,} to jest jednocześnie nieparzysta.
Jeśli {\displaystyle a\neq 0,} to {\displaystyle f} ma dokładnie jedno miejsce zerowe postaci {\displaystyle -{\tfrac {b}{a}}.}
Jeśli {\displaystyle a=0,} to {\displaystyle f} nie ma miejsc zerowych, gdy {\displaystyle b\neq 0} i ma nieskończenie miejsc zerowych, gdy {\displaystyle b=0.}
Funkcję liniową wystarczy określić dla dowolnych dwóch różnych argumentów. Istotnie, jeśli {\displaystyle y_{1}=f(x_{1}),\;y_{2}=f(x_{2}),} to:
{\displaystyle f(x)={\tfrac {y_{2}-y_{1}}{x_{2}-x_{1}}}x+{\tfrac {y_{1}x_{2}-y_{2}x_{1}}{x_{2}-x_{1}}}.}
Funkcja liniowa (jako funkcja wielomianowa) jest ciągła i różniczkowalna (a więc także gładka), przy czym pierwsza pochodna jest równa {\displaystyle a,} a kolejne są tożsamościowo równe zeru.

### Wykres funkcji liniowej

Wykresy trzech funkcji liniowych. Funkcje o równoległych wykresach zaznaczonych kolorami czerwonym i niebieskim mają ten sam współczynnik kierunkowy, z kolei funkcje o wykresami w kolorach czerwonym i zielonym mają równe wyrazy wolne, skąd mają ten sam punkt przecięcia z osią

W układzie współrzędnych prostoliniowych (na płaszczyźnie) funkcja liniowa {\displaystyle x\mapsto ax+b} ma wykres będący prostą, przy czym
- przecina ona oś {\displaystyle OY} w punkcie {\displaystyle (0,b)}
- przecina ona oś {\displaystyle OX} w punkcie {\displaystyle (-{\tfrac {b}{a}},0)} dla {\displaystyle a\neq 0,} nie przecina tej osi, gdy {\displaystyle a=0,\,\,b\neq 0.}

W układzie współrzędnych prostokątnych (tzn. o prostopadłych osiach) z równymi jednostkami (tzn. wektorami jednostkowymi definiującymi osie) zachodzi
{\displaystyle a={\text{tg}}\ \alpha ,}
gdzie {\displaystyle \alpha } jest kątem skierowanym między wykresem i osią {\displaystyle OX.}
Oznacza to, że współczynnik kierunkowy jest tangensem kąta skierowanego {\displaystyle \alpha ,} co tłumaczy nazwę tego współczynnika.
Każda prosta nierównoległa do osi {\displaystyle OY} jest wykresem pewnej funkcji liniowej.

### Własności grupowe i reprezentacja macierzowa
- Złożenie dwóch funkcji liniowych jest funkcją liniową. Niech:

{\displaystyle f(x)=ax+b,\;\;g(x)=a_{1}x+b_{1}.}
Wówczas
{\displaystyle (g\circ f)\,(x)=a_{1}(ax+b)+b_{1}=a_{1}ax+a_{1}b+b_{1}}
także jest funkcją liniową.
- Dla funkcji {\displaystyle f(x)=ax+b} i {\displaystyle e(x)=x} zachodzi

{\displaystyle (f\circ e)\,(x)=(e\circ f)\,(x)=f(x).}
- Ponadto dla funkcji {\displaystyle f(x)=ax+b,} w której {\displaystyle a\neq 0,} funkcja {\displaystyle g(x)={\tfrac {1}{a}}x-{\tfrac {b}{a}}} jest funkcją odwrotną:

{\displaystyle (f\circ g)\,(x)=(g\circ f)\,(x)=e(x).}
Ponieważ niezdegenerowana funkcja liniowa jest bijekcją, więc działanie składania takich funkcji jest działaniem łącznym. Oznacza to, że zbiór niezdegenerowanych funkcji liniowych jest grupą.
Funkcję liniową {\displaystyle f(x)=ax+b} można reprezentować jako macierz postaci:
{\displaystyle F={\begin{bmatrix}a&b\\0&1\end{bmatrix}}.}
przy tym mnożeniu takich macierzy odpowiada składanie funkcji liniowych.
Własności algebraiczne zbioru funkcji liniowych wynikają z własności pierścienia macierzy górnotrójkątnych powyższej postaci. Jeśli dodatkowo {\displaystyle a\neq 0,} to macierze te tworzą grupę ze względu na mnożenie.

### Własności geometryczne i uogólnienia
Niezdegenerowana funkcja liniowa {\displaystyle f\colon \mathbb {R} \to \mathbb {R} } postaci {\displaystyle f(x)=ax+b} jest podobieństwem prostej {\displaystyle \mathbb {R} } na siebie, przy tym {\displaystyle |a|} jest skalą tego podobieństwa.
Ponadto:
- dla {\displaystyle a=1,\,b=0} jest to tożsamość,
- dla {\displaystyle a=1,\,b\neq 0} jest to translacja o przesunięciu {\displaystyle b,}
- dla {\displaystyle a=-1} jest to symetria środkowa względem punktu {\displaystyle {\tfrac {b}{2}}.}

Dla {\displaystyle a>0} jest to podobieństwo parzyste (z zachowaniem orientacji), dla {\displaystyle a<0} jest to podobieństwo nieparzyste (ze zmianą orientacji).
Jeśli {\displaystyle f} nie jest translacją, tj. {\displaystyle a\neq 1,} to ma ona punkt stały {\displaystyle {\tfrac {b}{1-a}}.}
Funkcja liniowa niezdegenerowana {\displaystyle f\colon \mathbb {R} \to \mathbb {R} } ma swoje uogólnienie na płaszczyznę {\displaystyle \mathbb {R} ^{2}} i ogólniej – na {\displaystyle \mathbb {R} ^{n}} i nazywa się wówczas przekształceniem afinicznym (w przypadku prostej przekształcenia afiniczne sprowadzają się do podobieństw):
{\displaystyle f(x)=ax+b,}
gdzie {\displaystyle x,b\in \mathbb {R} ^{n},} {\displaystyle a} jest nieosobliwą macierzą {\displaystyle n\times n.}
Jest to najogólniejsza struktura, w której możliwe jest zdefiniowanie funkcji o tym wzorze.
Innym uogólnieniem niezdegenerowanej funkcji liniowej jest funkcja {\displaystyle f\colon \mathbb {R} ^{n}\to \mathbb {R} } postaci
{\displaystyle f(x)=a_{1}x_{1}+a_{2}x_{2}+\ldots +a_{n}x_{n}+b,}
gdzie nie wszystkie {\displaystyle a_{i}} są zerowe.
Jej wykresem jest pewna hiperpłaszczyzna w przestrzeni {\displaystyle \mathbb {R} ^{n}.}

## Przykłady zależności liniowych

### Matematyka
- Wartość {\displaystyle n}-tego wyrazu {\displaystyle a_{n}} ciągu arytmetycznego jest liniową funkcją jego numeru {\displaystyle n{:}}

{\displaystyle a_{n}=rn+a_{1}-r,}
gdzie {\displaystyle r} jest różnicą ciągu, {\displaystyle a_{1}} jego pierwszym wyrazem.

### Fizyka
- Temperatura {\displaystyle T_{F}} w skali Fahrenehita jest liniową funkcją temperatury {\displaystyle T_{C}} w skali Celsjusza:

{\displaystyle T_{\mathrm {F} }={\tfrac {9}{5}}T_{\mathrm {C} }+32.}
- W kinematyce: w ruchu jednostajnym prostoliniowym położenie {\displaystyle x_{t}} jest liniową funkcją czasu {\displaystyle t{:}}

{\displaystyle \mathrm {x} _{t}=\mathbf {v} t+\mathrm {x} _{0},}
gdzie {\displaystyle v} jest prędkością, {\displaystyle x_{0}} położeniem początkowym.
W ruchu jednostajnie przyspieszonym prędkość {\displaystyle v_{t}} jest liniową funkcją czasu {\displaystyle t.}
{\displaystyle v_{t}=at+v_{0},}
gdzie {\displaystyle a} jest przyspieszeniem, {\displaystyle v_{0}} jest prędkością początkową.
- Efekt Dopplera: jeśli obserwator zbliża się z prędkością {\displaystyle v_{o}} do nieruchomego źródła fali o częstotliwości {\displaystyle f_{z},} to częstotliwość {\displaystyle f_{o}} odbieranej przez niego fali jest funkcją liniową jego własnej prędkości {\displaystyle v_{o}{:}}

{\displaystyle f_{o}={\tfrac {f_{z}}{v}}v_{o}+f_{z},}
gdzie {\displaystyle v} jest prędkością fali w ośrodku.

## Literatura dodatkowa
- Jacek Gancarzewicz: Algebra liniowa i jej zastosowanie. Kraków: Uniwersytet Jagielloński, 2014. ISBN 83-233-1832-8. Brak numerów stron w książce
- Marek Kordos, Lesław Szczerba: Geometria dla nauczycieli. Warszawa: Państwowe Wydawnictwo Naukowe, 1976. Brak numerów stron w książce